# Philipp VI. (Falkenstein)
Philipp VI. von Falkenstein, auch Philipp der Ältere von Falkenstein genannt  (* etwa 1320; † vor dem 6. August 1373 auf Burg Reifenberg), war ein Spross des hessischen Adelsgeschlechts Falkenstein.

## Familie
Philipp VI. von Falkenstein war ein Sohn von Kuno II. von Falkenstein-Münzenberg und dessen Frau Anna von Nassau-Hadamar († 1329). Er nannte sich nach seinem Hauptwohnsitz, der Burg Königstein.
Aus seiner ersten Ehe mit Anna von Katzenelnbogen (Heirat 1338, † 1353) ging eine Tochter hervor:
- Anna von Falkenstein (* unbekannt, † 1420): Ehevertrag vom 6. August 1374 mit Gottfried von Rieneck (* unbekannt, † 10. Februar 1389); Ehevertrag vom 28. August 1390 mit Günther XVIII. (XXVII.), Herr zu Schwarzburg und Stadtilm (* unbekannt, † zwischen 13. Juni 1397 und 10. Dezember 1399)

Mit seiner zweiten Ehefrau Agnes von Falkenstein-Münzenberg (* etwa 1337, Hochzeit in 1353, † 28. September 1380) hatte er folgende Kinder:
- Werner von Falkenstein (* etwa 1355, † 4. Oktober 1418[2][3] auf Burg Peterseck (Thurnberg, Deuernburg) über Wellmich/Sankt Goarshausen), von 1388 bis 1418 als Werner III. Erzbischof und Kurfürst von Trier
- Luitgard von Falkenstein (* etwa 1357, †  28. Mai 1391), verheiratet mit Eberhard I. von Eppstein[1][2][3]
- Agnes von Falkenstein (* etwa 1358, † 1. September 1409), verheiratet mit Graf Otto I. von Solms-Braunfels[1][3]
- Philipp VIII. von Falkenstein (* unbekannt, † 21. März 1407),[3][6] verheiratet mit Elisabeth von Eppstein, einer Stieftochter seiner Schwester Luitgard von Falkenstein und Eberhard I. (Eppstein) aus dessen erster Ehe mit Isengard von Ziegenhain
- Ulrich von Falkenstein (* unbekannt, † 1379)[2], Domherr und Archidiakon in Trier[3]
- Kuno von Falkenstein (* unbekannt, † nach dem 19. Mai 1402), Priester in Koblenz[3]

Die Aussagen von Johann Georg Lehmann über eine Verlobung im Jahr 1344 und eine Ehe im Jahr 1354 mit Margaretha von Sponheim müssen aufgrund der vielfach bekannten Quellen über die Ehe mit Agnes von Falkenstein-Münzenberg sowie über den Kinder angezweifelt werden.

## Leben
Philipp, der bis zum Tode Philipps V. eigentlich den Beinamen der Jüngere hieß und erst nach dessen Ableben 1343 als der Ältere geführt wurde, erbte wohl 1335 das Reichskämmereramt zusammen mit Philipp V. von der ausgestorbenen älteren Linie.
Unter Philipps Herrschaft verlieh König Karl IV. am 21. März 1352 die Stadtrechte für Hofheim und das Recht, dort eine Burg zu erbauen. Die Burg, das „Slois zu Hoiffheim“, wurde im Jahr 1356 erstmals urkundlich erwähnt. Jedoch bereits im Jahr 1366 gingen Stadt und Burg Hofheim nach seiner Niederlage im Reichskrieg von 1364–1366 gegen Ulrich III. und seine Verbündeten, die vier Reichsstädte Frankfurt, Friedberg, Wetzlar und Gelnhausen sowie Erzbischof Kuno von Trier, an das Erzbistum Mainz.
Von Philipp sind etliche Geldgeschäfte überliefert, wobei er immer tiefer in Schulden geriet und zuletzt zwanzig seiner Burg- und Lehensmänner als Bürgen oder Geiseln stellen musste. Er geriet in eine Fehde mit seinen Nachbarn, den Herren von Reifenberg, die ihn auf seiner Burg Königstein belagerten. Bei der Erstürmung floh Philipp mit seinen Söhnen, wurde aber gefangen genommen, nachdem er bei der Flucht vom Pferd gestürzt war. Er verstarb nach acht Tagen in Gefangenschaft auf der Burg Reifenberg. Seine ebenfalls gefangenen Söhne mussten sich mit der hohen Summe von 10.500 Gulden freikaufen.